# 죽은자는 체크무늬를 입지 않는다
《죽은자는 체크무늬를 입지 않는다》(영어: Dead Men Don't Wear Plaid)는 1982년 개봉한 미국의 네오누아르 코미디 미스터리 영화이다. 칼 라이너가 감독과 공동 각본을 맡았다. 누아르 영화와 1940년대 펄프 추리 영화들을 오마주한 패러디 영화이다.

## 출연진
- 스티브 마틴
- 레이철 워드
- 조지 게인스
- 레니 샌토니
- 칼 라이너